# ヴァスコ・ダ・ガマ (ゴア州)

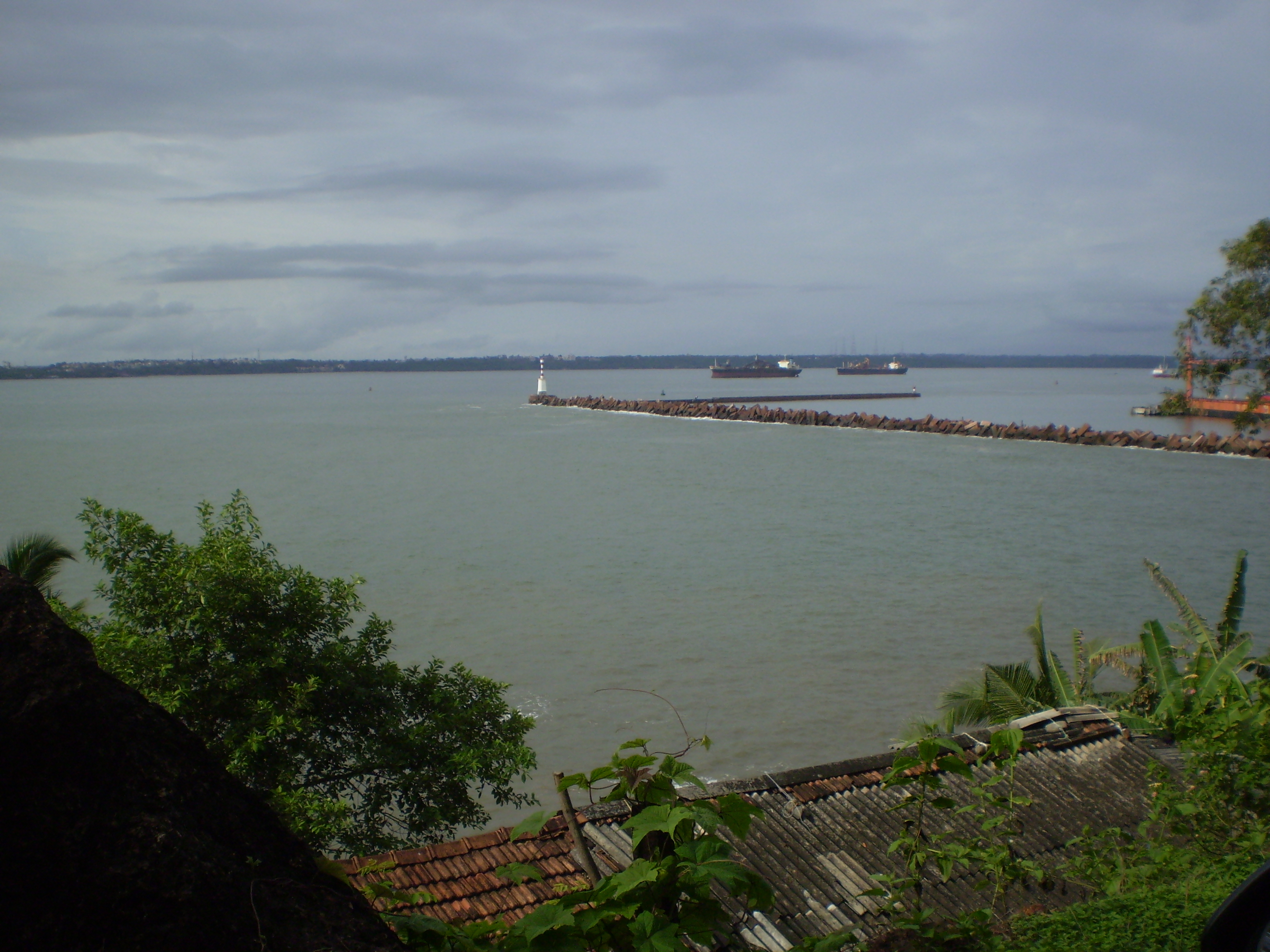
モルムガオ港の防波堤

ヴァスコ・ダ・ガマ (ポルトガル語: Vasco da Gama、[ˌvæskoʊ də ˈɡæmə]、コンカニ語:वास्को ワースクー [waːskuː], 略称：ヴァスコ) はインド西海岸に位置するゴア州最大の都市である。都市名はポルトガルの冒険家ヴァスコ・ダ・ガマより採られている。ヴァスコはゴア州で最も人口の多い都市であり、100,000人以上の人々が暮らしている。ヴァスコにはモルムガオテーシルの行政府が置かれている。モルムガオ半島の西側、ズワーリー川付近にあり、州都パナジからは約30km、ダボリム空港らは約5kmである。
ヴァスコは1543年に設立され、インドがゴア州を取り戻す1961年までポルトガルの統治下にあった。インド海軍のゴア海軍基地はダボリム空港付近のヴァスコにあり、結果としてゴア州の観光産業依存のもととなっている。
歴史上の「降伏文書」はヴァスコ市庁舎前においてポルトガル語でサインが行われた。 
過去にはSambhajinagarへの都市名の変更が検討されたが、中止されている。

## 交通と産業
ヴァスコは道路、鉄道、海上交通、空路と交通網が整備されているゴア州唯一の都市である。道路ではNH 17A (高速道路)が、鉄道ではインド南西部鉄道が、海上交通ではモルムガオ港が、空路ではダボリム空港が整備されているため、ゴア州を訪れるほぼすべての観光客が経由地としてヴァスコを訪れる。
ヴァスコはその経済活動のほとんどを港における貿易に頼っている。付近にある鉱山から採掘されるマンガンはマンドウィ川やズワーリー川を利用してモルムガオへと集積され、MOHP (Mechanical Ore-Handling Plant)と呼ばれる機械によって大型の貨物船へと積み替えられて国外へと輸出される。市内には大手鉱業会社の事務所及び国際貿易会社の事務所がある。
港を運営するモルムガオ港湾会社はヴァスコ地方で最も雇用を生み出しており、Sada岬付近には港の従業員のための住宅団地やその家族のための学校がある。

## 観光・文化
ボグマロビーチはヴァスコから約8kmの地点にある。このビーチは港の水中に電流を通す設備があることから海中遊泳を行うことは危険であるとされており、泳ぐ場合通常ライフガードが同行して行うこととなる。ヴァスコの周りには他にホラント (Khollant, Issorcim) やバイナ (Baina) といった小さなビーチがある。
ビーチ付近から離れると、ヴァスコの街にはポルトガル領インドであった当時の面影を残す観光名所がある。アンドリュー協会は市の入口に位置しているが、市中心部に位置する海軍航空博物館はインド唯一の海軍と航空に関する博物館であり人気の観光名所となっている。海軍航空博物館では航空機模型の展示や写真を通してインドの海軍、空軍の歴史について紹介している。
ゴア州の人気音楽グループ、ダイヤモンド・オーケストラ (Diamond Orchestra) はヴァスコ出身である。また、イギリスの音楽グループ、リンクス (Lynx)やコレクティヴ・ソウル (Kollectiv Soul) のメンバーもインドのゴア州の出身である。
ヴァスコはヒンドゥー暦のシュラーヴァナ月 (第5番目の月) にナーグ・パンチャミーの祭りに先行して毎年開催されるShri Damodar Bhajani Saptahで知られている。
2011年8月21日、ヴァスコ・ダ・ガマの聖アンドリュー教会に世界を巡っている聖ヨハネ・ボスコの古蹟が到着した。
ゴア州の他の都市と同じく、ヴァスコではシグモを祝い、ゴア州全体で毎年ストリート・パレードを行なっている。

## スポーツ
ゴア州の他の都市と同じく、ヴァスコではサッカーが最も人気のあるスポーツである。国内最上位サッカーリーグであるIリーグにはヴァスコからヴァスコSCとサルガオカーSCが参加している。サルガオカーSCは1998-99シーズンに旧1部リーグのナショナル・フットボール・リーグで優勝した。ヴァスコにあるスタジアム、ティラク・マイダン・スタジアムは15,000人を収容し、主にサッカーの試合に用いられるが、収容人数の関係からIリーグの試合で用いられることは稀である。
ヴァスコにおいてクリケットはサッカーほど人気ではないものの、国内のカップ戦であるランジ・トロフィーを戦ったシャダブ・ジャカティはヴァスコの出身である。ジャカティは現在、インディアン・プレミアリーグのチェンナイ・スーパーキングスに所属している。

## 政治
ヴァスコはインドの下院ローク・サバーのモルムガオ選挙区の境界に位置する。現在の議員はインド国民会議のSardinha Franciscoである。
ヴァスコではゴア州立法議会の代表を選出している。現在立法議会に参加している議員はBJPのCarlos Almeidaである。

## 研究
Sada岬周辺にある国立南極海洋研究センター (NCAOR)は地球科学省により運営されている研究開発施設である。この研究施設ではインドの南極プログラムを統括しており、インド政府の南極研究基地であるMaitriの維持も行なっている。海洋研究施設に加えて、極低温氷殻貯蔵施設も有している。

## ギャラリー

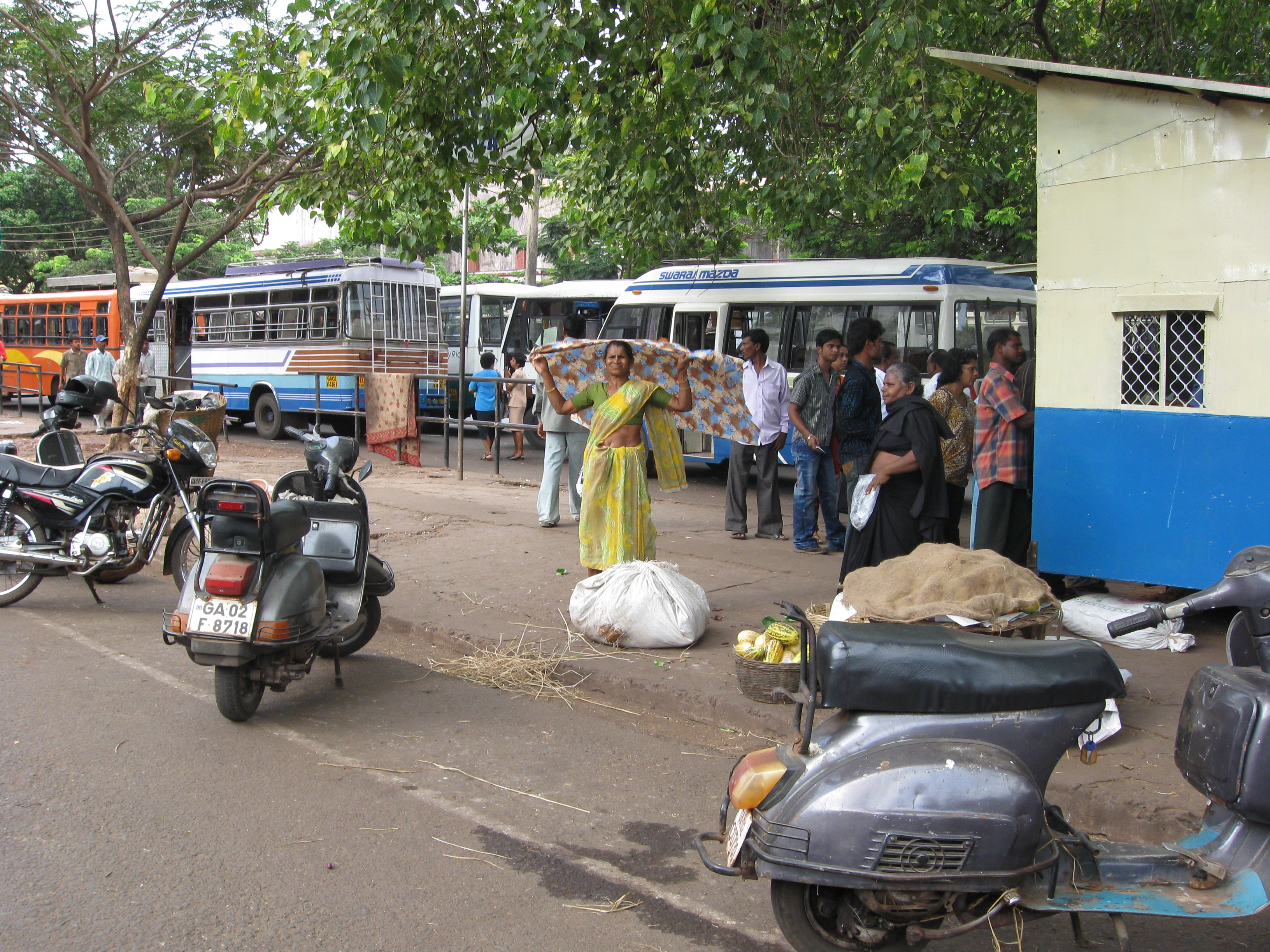
バス停
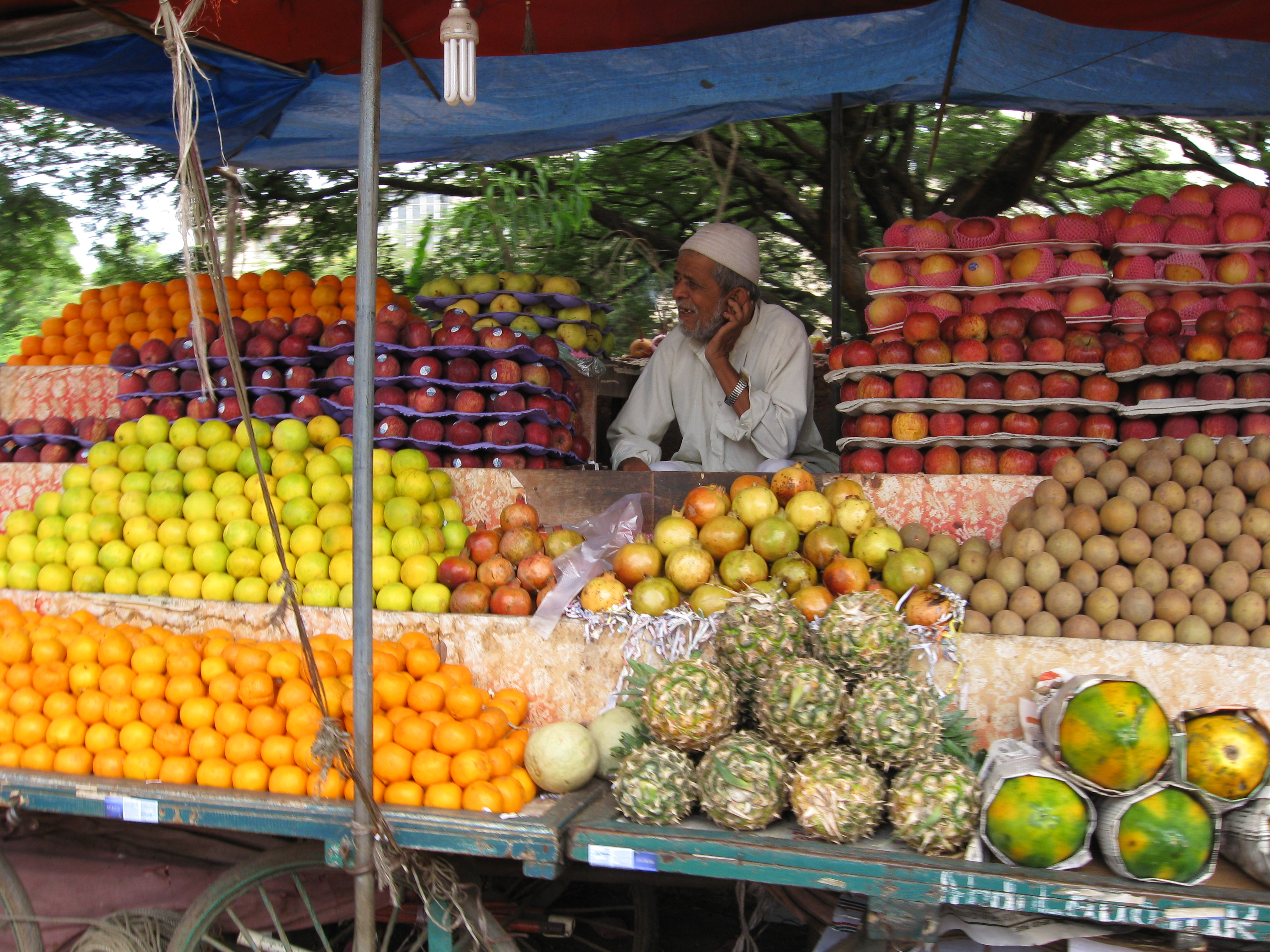
ヴァスコの市場
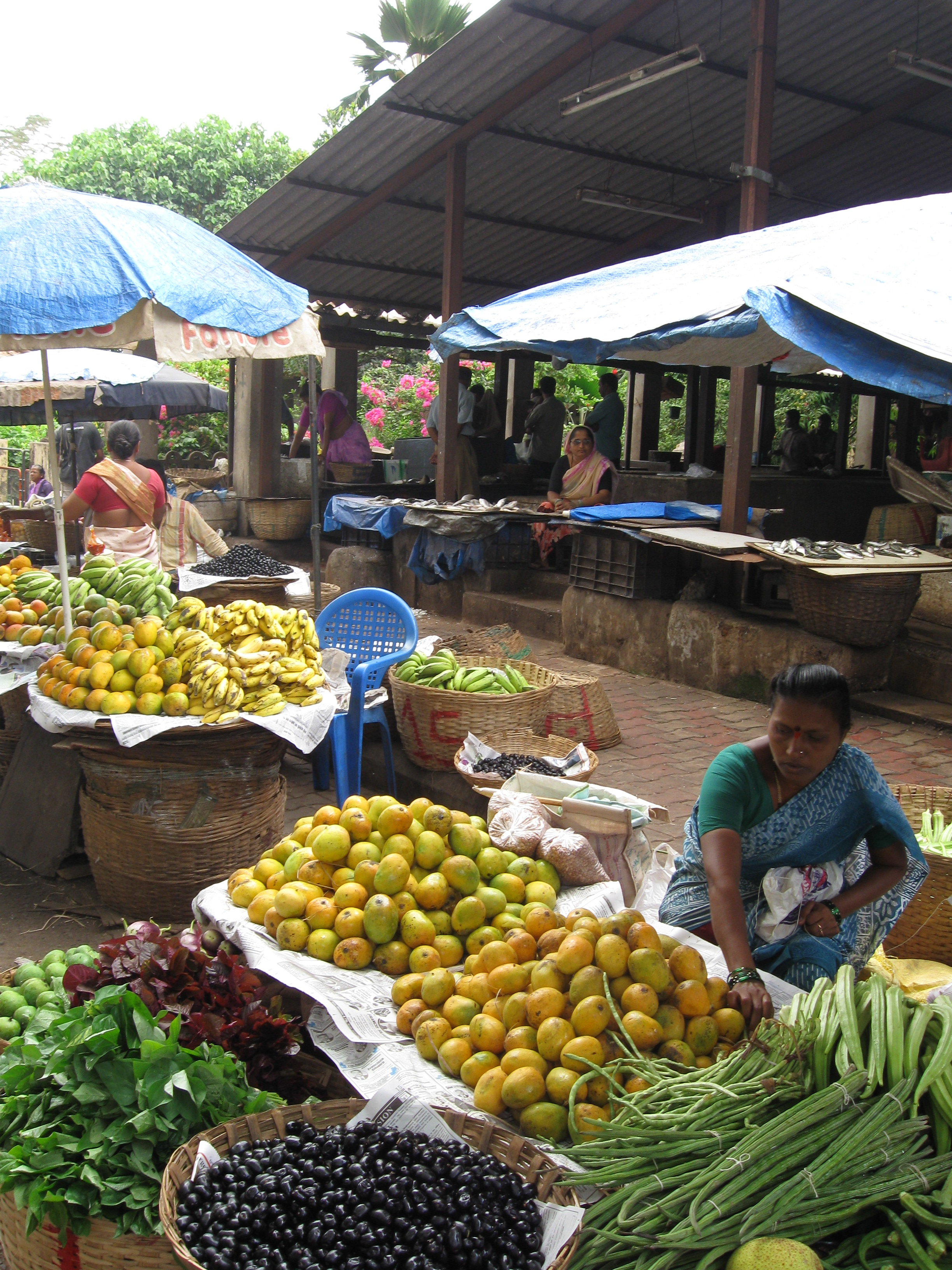
魚を売る市場の様子
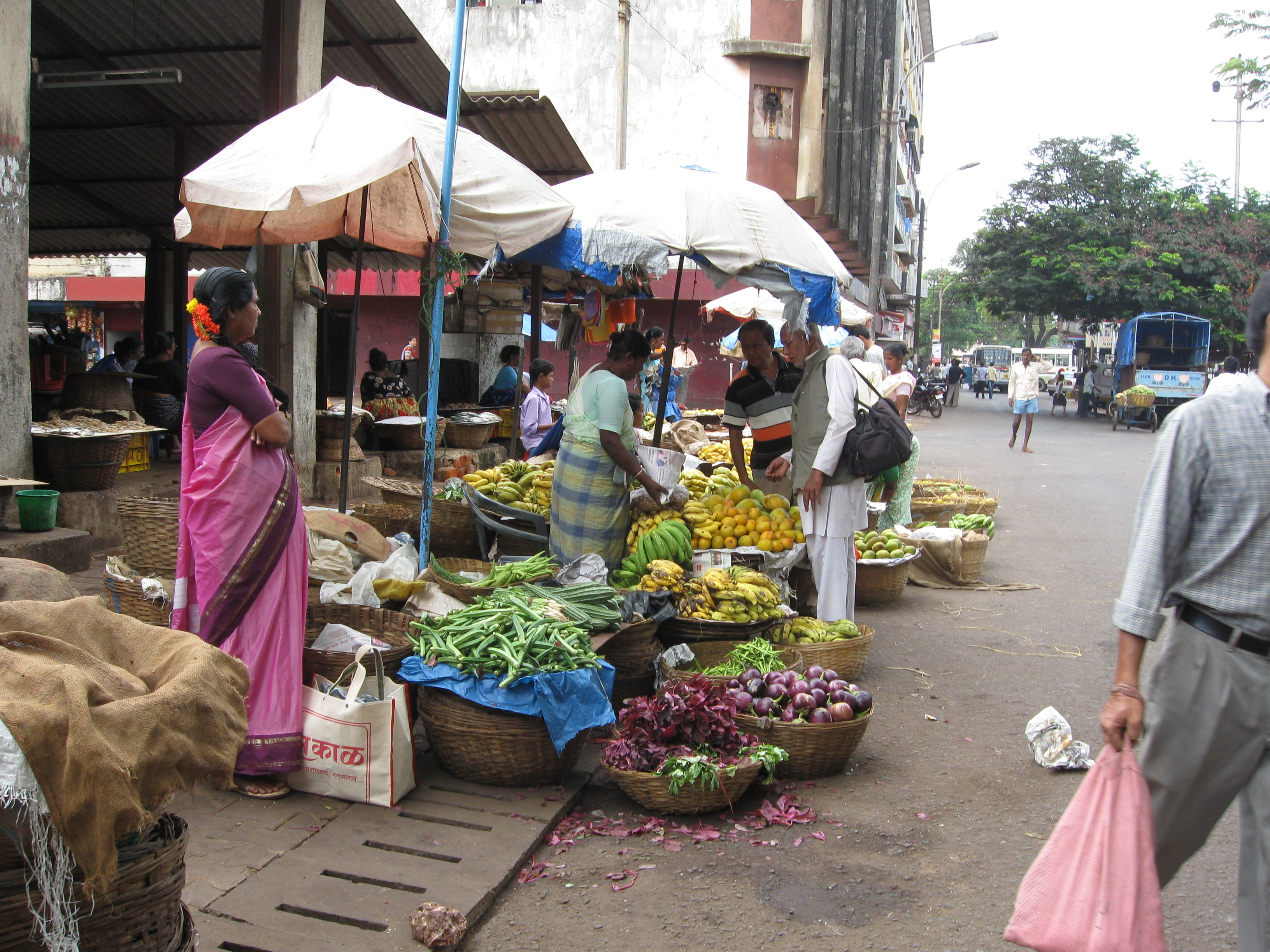
市場の売買の様子
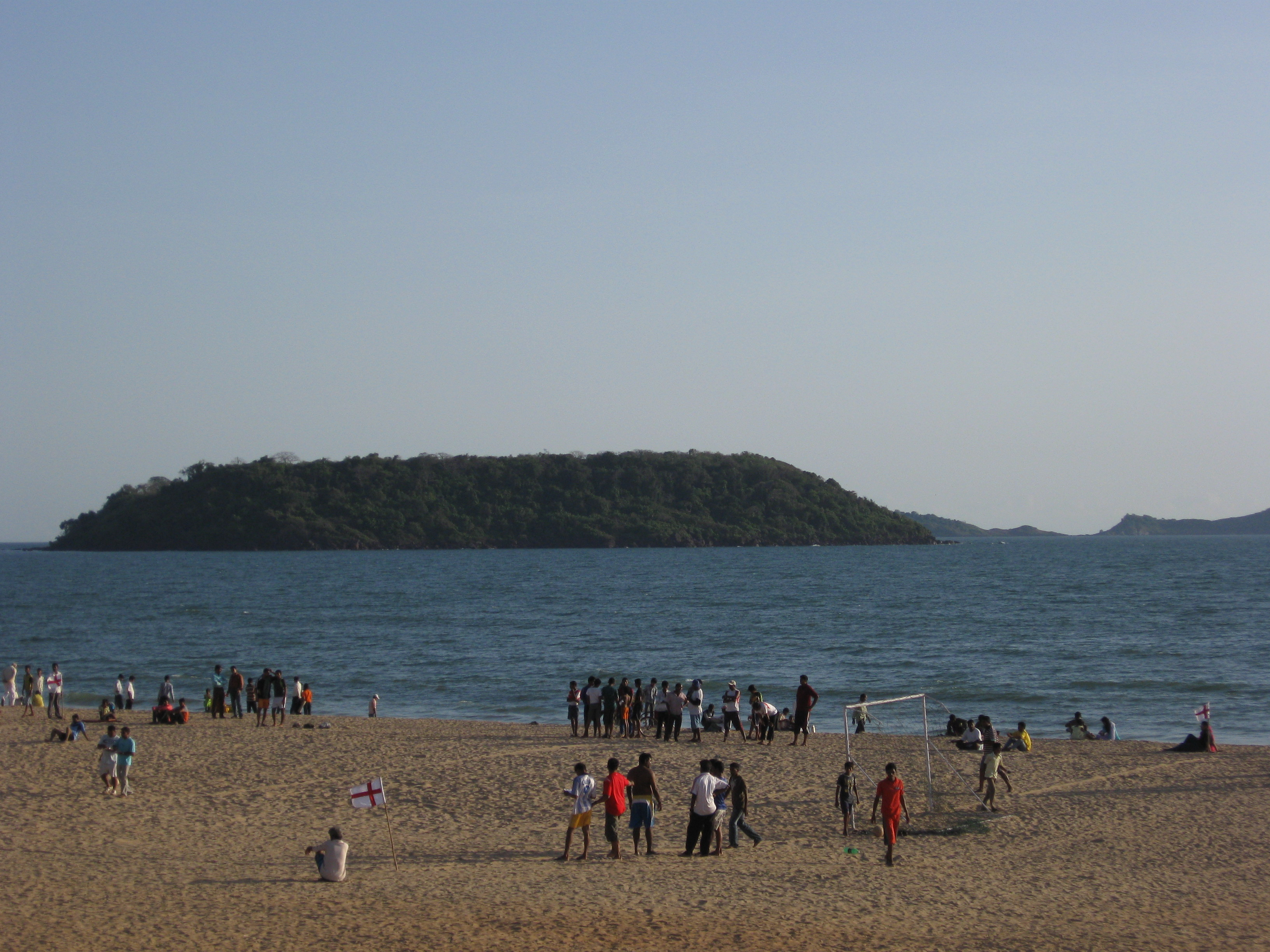
バイナビーチ
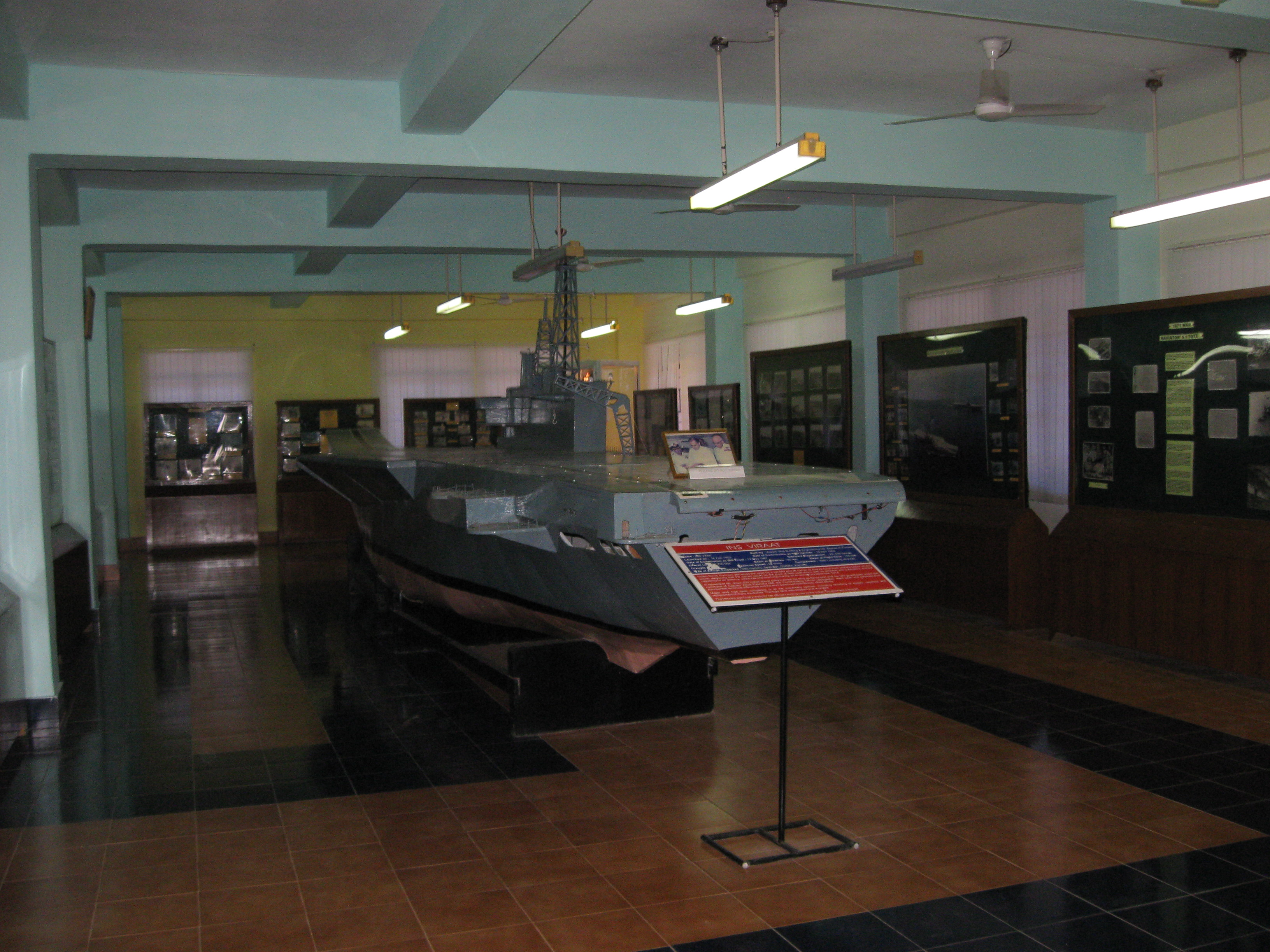
海軍航空博物館